# Amstel Gold Race femminile 2025
L'Amstel Gold Race femminile 2025, undicesima edizione della corsa, valida come dodicesima prova dell'UCI Women's World Tour 2025 categoria 1.WWT, si svolse il 20 aprile 2025 su un percorso di 157,4 km, con partenza da Maastricht e arrivo a Berg en Terblijt, nei Paesi Bassi. La vittoria fu appannaggio dell'olandese Mischa Bredewold, la quale completò il percorso in 4h03'03", alla media di 38,856 km/h, precedendo le connazionali Ellen van Dijk e Puck Pieterse.
Sul traguardo di Berg en Terblijt, 109 cicliste delle 144 accreditate alla partenza da Maastricht, portarono a termine la competizione.

## Squadre e corridori partecipanti
| N.      | Cod. | Squadra                    |
| ------- | ---- | -------------------------- |
| 1-6     | TVL  | Team Visma-Lease a Bike    |
| 11-16   | SDW  | Team SD Worx-Protime       |
| 21-26   | UXM  | Uno-X Mobility             |
| 31-36   | AGS  | AG Insurance-Soudal Team   |
| 41-46   | CSZ  | Canyon-SRAM Zondacrypto    |
| 51-56   | CTC  | Ceratizit Pro Cycling Team |
| 61-66   | TFS  | FDJ-Suez                   |
| 71-76   | FDC  | Fenix-Deceuninck           |
| 81-86   | LTK  | Lidl-Trek                  |
| 91-96   | LIV  | Liv AlUla Jayco            |
| 101-106 | MOV  | Movistar Team              |
| 111-116 | TPP  | Team Picnic PostNL         |

| N.      | Cod. | Squadra                   |
| ------- | ---- | ------------------------- |
| 121-126 | UAD  | UAE Team ADQ              |
| 131-136 | WOS  | Winspace Orange Seal      |
| 141-146 | VWT  | VolkerWessels Pro Cycling |
| 151-156 | EFO  | EF Education-Oatly        |
| 161-166 | CWT  | Cofidis Women Team        |
| 171-176 | REP  | Team Coop-Repsol          |
| 181-186 | DDG  | DD Group Pro Cycling Team |
| 191-196 | DAS  | DAS-Hutchinson            |
| 201-206 | BPK  | BePink-Imatra-Bongioanni  |
| 211-216 | CYN  | Cynisca Cycling           |
| 221-226 | EIC  | Eneicat-CMTeam            |
| 231-236 | VAI  | Aromitalia 3T Vaiano      |

## Ordine d'arrivo (Top 10)
| Pos. | Corridore        | Squadra   | Tempo    |
| ---- | ---------------- | --------- | -------- |
| 1    | Mischa Bredewold | SD Worx   | 4h03'03" |
| 2    | Ellen van Dijk   | Lidl      | a 7"     |
| 3    | Puck Pieterse    | Fenix     | s.t.     |
| 4    | Juliette Labous  | FDJ       | s.t.     |
| 5    | Silvia Persico   | UAE       | a 9"     |
| 6    | Lorena Wiebes    | SD Worx   | a 1'26"  |
| 7    | Alison Jackson   | EF        | s.t.     |
| 8    | Anna Henderson   | Lidl      | s.t.     |
| 9    | Quinty Ton       | Liv AlUla | s.t.     |
| 10   | Mara Roldan      | Picnic    | s.t.     |